# Maputo-Protokoll
Das Protokoll für die Rechte von Frauen in Afrika (englisch Protocol to the African Charter on Human and Peoples’ Rights on the Rights of Women in Africa), besser bekannt als Maputo-Protokoll, wurde im Jahr 2003 auf einem Gipfeltreffen der Afrikanischen Union in Maputo, der Hauptstadt von Mosambik, beschlossen. Es ist ein Zusatzprotokoll zur Afrikanischen Charta der Menschenrechte und der Rechte der Völker, auch Banjul-Charta genannt, die 1981 verabschiedet wurde und 1986 in Kraft trat. Im Maputo-Protokoll werden die Rechte der Frauen und Mädchen gestärkt. Zu diesen Rechten gehören unter anderem das Recht auf Gleichheit in politischen Prozessen, ökonomische Gleichheit bei Land- und Besitzrechten und es  wendet sich gegen jede Form der weiblichen Genitalverstümmlung.

## Entstehung
Mit der Banjul-Charta wurde das Menschenrechtssystem unter der ausdrücklichen Berücksichtigung der afrikanischen Eigenheiten für den afrikanischen Kontinent eingeführt. Die Rechte der Frauen und Mädchen wurden in der Banjul-Charta jedoch nur am Rande mit einem Diskriminierungsverbot berücksichtigt. In der Banjul-Charta wurde auf Frauenrechte somit nur vage Bezug genommen. Dies machte ein Zusatzprotokoll nötig, und mit dem Maputo-Protokoll wurden die Rechte afrikanischer Frauen und Mädchen erstmals in einem umfangreichen Katalog festgeschrieben. Zu diesen Rechten gehören unter anderem:
- die Garantie und Anerkennung ziviler, politischer, ökonomischer und kultureller Rechte für Frauen
- die Sicherung aller elementaren, international anerkannten Menschenrechte für Frauen
- der Schutz vor gesundheitsschädigenden traditionellen Praktiken wie der weiblichen Genitalverstümmelung
- das Recht auf Gesundheit und reproduktive Rechte
- die Gleichbehandlung und Gewährleistung gleichen Schutzes durch das Gesetz und gleichen Zugangs zu Recht von Frauen und Männern sowie die Berücksichtigung von Frauen im Eherecht, insbesondere in Bezug auf Vielehe, Zwangs- und Frühverheiratung
- Rechte von Witwen[1]

Geregelt durch die Solemn Declaration on Gender Equality in Africa haben die Mitgliedsstaaten der Afrikanischen Union ein Verfahren zur Umsetzung und Einhaltung dieses Rechtsrahmens festgesetzt.
Zusätzlich unterzeichneten im Jahr 2008 die Staats- und Regierungschefs der Entwicklungsgemeinschaft des südlichen Afrikas mit dem SADC Protocol on Gender and Development ein Übereinkommen, das die Anstrengungen zur Gleichstellung der Geschlechter in dieser Region verstärken soll.

## Unterzeichnung und Ratifizierung

Übersicht über den Stand der Unterzeichnung bzw. Ratifizierung des Protokolls (Stand 2020)
Unterzeichnet und ratifiziert
Zugetreten
Unterzeichnet, nicht ratifiziert
Nicht unterzeichnet
Gebiete von nicht-AU-Staaten

Das Zusatzprotokoll wurde in Maputo am 11. Juli 2003 beschlossen. Das Maputo-Protokoll trat im Jahre 2005 in Kraft. Bisher haben 36 der 54 AU-Mitgliedstaaten das Abkommen unterzeichnet und ratifiziert, das sind: Äquatorialguinea, Angola, Benin, Burkina Faso, Demokratische Republik Kongo, Dschibuti, Elfenbeinküste, Eswatini (bis 2018 Swasiland), Gabun, Gambia, Ghana, Guinea, Guinea-Bissau, Kamerun, Kap Verde, Kenia, Komoren, Kongo, Lesotho, Liberia, Libyen, Malawi, Mali, Mauretanien, Mosambik, Namibia, Nigeria, Ruanda, Sambia, Senegal, Seychellen, Simbabwe, Südafrika, Tansania und Uganda.
Fünfzehn Staaten haben es unterzeichnet, jedoch nicht ratifiziert. Zu diesen Staaten gehören: Äthiopien, Algerien, Burundi, Eritrea, Madagaskar, Mauritius, Niger, São Tomé und Príncipe, Tschad, Westsahara und die Zentralafrikanische Republik.
Drei Staaten haben es weder unterzeichnet, noch ratifiziert. Dies sind Ägypten, Botswana und Tunesien. Zahlreiche Staaten haben mit der Ratifizierung Vorbehalte eingereicht.

## Artikel
Die Artikel des Protokolls sind:
| Artikel    | Originaltitel                                                       | deutscher Titel                                             | Kommentar |
| ---------- | ------------------------------------------------------------------- | ----------------------------------------------------------- | --- |
| Artikel 1  | Definitions                                                         | Definitionen                                                | Glossar für spätere Bezeichnungen |
| Artikel 2  | Elimination of Discrimination Against Women                         | Beseitigung von Diskriminierungen gegen Frauen              | |
| Artikel 3  | Right to Dignity                                                    | Recht auf Würde                                             | |
| Artikel 4  | The Rights to Life, Integrity and Security of the Person            | Die Rechte auf Leben, Integrität und Sicherheit der Person  | |
| Artikel 5  | Elimination of Harmful Practices                                    | Abschaffung gesundheitsschädlicher Verfahren                | Dieser Artikel bezieht sich auf Weibliche Genitalverstümmelung und andere traditionelle Praktiken, die Frauen und Mädchen Schmerzen zufügen. |
| Artikel 6  | Marriage                                                            | Heirat                                                      | |
| Artikel 7  | Separation, Divorce and Annulment of Marriage                       | Trennung, Scheidung und die Aufhebung der Ehe               | |
| Artikel 8  | Access to Justice and Equal Protection before the Law               | Zugang zum Recht und gleichen Schutz vor dem Gesetz         | |
| Artikel 9  | Right to Participation in the Political and Decision-Making Process | Recht auf Teilnahme am politischen und Entscheidungsprozess | |
| Artikel 10 | Right to Peace                                                      | Recht auf Frieden                                           | |
| Artikel 11 | Protection of Women in Armed Conflicts                              | Schutz von Frauen in bewaffneten Konflikten                 | |
| Artikel 12 | Right to Education and Training                                     | Recht auf Bildung und Ausbildung                            | |
| Artikel 13 | Economic and Social Welfare Rights                                  | Recht auf Wirtschafts- und Sozialfürsorge                   | |
| Artikel 14 | Health and Reproductive Rights                                      | Gesundheits- und Reproduktive Rechte                        | |
| Artikel 15 | Right to Food Security                                              | Recht auf Ernährungssicherheit                              | |
| Artikel 16 | Right to Adequate Housing                                           | Recht auf Wohnen                                            | |
| Artikel 17 | Right to Positive Cultural Context                                  | Recht auf Positive kulturellen Kontext                      | |
| Artikel 18 | Right to a Healthy and Sustainable Environment                      | Recht auf eine gesunde und nachhaltige Umwelt               | |
| Artikel 19 | Right to Sustainable Development                                    | Recht auf nachhaltige Entwicklung                           | |
| Artikel 20 | Widows’ Rights                                                      | Witwenrechte                                                | |
| Artikel 21 | Right to Inheritance                                                | Recht auf Vererbung                                         | |
| Artikel 22 | Special Protection of Elderly Women                                 | Besonderer Schutz älterer Frauen                            | |
| Artikel 23 | Special Protection of Women with Disabilities                       | Besonderer Schutz von Frauen mit Behinderungen              | |
| Artikel 24 | Special Protection of Women in Distress                             | Spezieller Schutz von Frauen in Not                         | |
| Artikel 25 | Remedies                                                            | Rechtsmittel                                                | |

Die nachfolgenden Artikel 26 bis 32 regeln die Ratifizierung, Einführung und andere Punkte.